# Ружно паче (Краљевачко позориште)
Ружно паче је позоришна представа за децу, премијерно изведена на сцени Краљевачког позоришта, 2009. године. За потребе драмског извођења, текст истоимене бајке Ханса Кристијана Андерсена, обрадио је краљевачки песник Дејан Алексић, док је комад режирала Александра Ковачевић. Прва подела ансамбла је награђена за колективну игру на „Фестићу“, 2010. године, док су на истом фестивалу награђени и глумац Зоран Церовина за најбољу мушку улогу, односно Стефан Савковић за најбољу костимографију. Представа је на репертоар по други пут постављена 2018, са значајно измењеним глумачким ансамблом.

## О представи
Представа Ружно паче настала је према истоименом делу Ханса Кристијана Андерсена, које је драматуршки обрадио краљевачки песник Дејан Алексић. Он је своју верзију приче представио у стиховима, а представу намењену превасходно гледаоцима најмлађих узаста режирала је Александра Ковачевић.
У улози главног јунака комада, у првој подели представе, остварио се Владан Славковић, који је осмислио и сценографију представе, док су остатак ансамбла такође чинили глумци Краљевачког позоришта и полазници драмског студија те куће. Комад је премијерно изведен на сцени краљевачког театра, 29. маја 2009. године.
Ружно паче је, 2010. године учествовало на дечјем фестивалу „Фестић“ у Београду, где је награђено у више категорија.
Такође, ансамбл преставе је, касније, услед немогућности да исту изводи у сали Краљевачког позоришта, често гостовао на сценама других позоришта широм Србије. Представа је, на тај начин, неколико година заредом била најгледанија на репертоару те куће.
Услед других професионалних обавеза, односно напуштања ансамбла, више глумаца је у каснијим извођењима добило алтернације. Такође, комад је награђен и на Нушићијади у Ивањици, 2015. године. По други пут је на сцену Краљевачког позоришта постављен у октобру 2018. године. У новој поставци, насловну улогу преузео је Стефан Миликић, док су из премијерне поставе само Зоран Церовина и Владимир Јовановић задржали своје улоге.

## Подела ликова
| Улога               | Премијера             | Обнова              |
| ------------------- | --------------------- | ------------------- |
| Ружно паче          | Владан Славковић      | Стефан Миликић      |
| Мајка патка/сељанка | Ана Јеротијевић       | Биљана Талић        |
| Први брат           | Ања Балшић            | Маријана Богдиновић |
| Други брат          | Јован Певчевић        | Лука Радовић        |
| Трећи брат          | Димитрије Продановић  | Ања Петровић        |
| Краљица Мајка       | Милена Јевтовић       | Горица Динуловић    |
| Казимир/Ловко       | Зоран Церовина        | Зоран Церовина      |
| Петао               | Зоран Дамјановић      | Предраг Павловић    |
| Кокошка             | Катарина Кашић        | Драгана Ђурђевић    |
| Први дивљи гусан    | Исидора Пејовић       | Драгана Ђурђевић    |
| Ћурка               | Александра Аризановић | Светлана Миленковић |
| Други дивљи гусан   | Илина Вукајловић      | Светлана Миленковић |
| Гуска               | Марија Бојовић        | Милена Јовашевић    |
| Трећи дивљи гусан   | Владимир Јовановић    | Владимир Јовановић  |
| Ћира                | Наташа Дебељак        | Никола Воштинић     |
| Сељак               | Живодраг Гајовић      | Ненад Вулевић       |

## Награде и признања
- Признање за најбољу представу,[7] као и награда за најбољу колективну игру на фестивалу „Фестић“, 2010. године у Београду[17]
- Награде Зорану Церовини за најбољу мушку улогу, односно Стефану Савковићу за најбољу костимографију на истом фестивалу[6]
- Нушићијада 2015. године[6]